# Блумінгтон (Небраска)
Блумінгтон (англ. Bloomington) — селище (англ. village) в США, в окрузі Франклін штату Небраска. Населення — 110 осіб (2020).

## Географія
Блумінгтон розташований за координатами 40°5′38″ пн. ш. 99°2′18″ зх. д. / 40.09389° пн. ш. 99.03833° зх. д. (40.093791, -99.038389).  За даними Бюро перепису населення США в 2010 році селище мало площу 2,06 км², уся площа — суходіл.

## Демографія
Згідно з переписом 2010 року, у селищі мешкали 103 особи в 49 домогосподарствах у складі 27 родин. Густота населення становила 50 осіб/км².  Було 74 помешкання (36/км²).
Расовий склад населення:
| - 97,1 % — білих - 1,0 % — корінних американців - 1,0 % — чорних або афроамериканців |

До двох чи більше рас належало 1,0 %. Частка іспаномовних становила 0,0 % від усіх жителів.
За віковим діапазоном населення розподілялося таким чином: 14,6 % — особи молодші 18 років, 60,2 % — особи у віці 18—64 років, 25,2 % — особи у віці 65 років та старші. Медіана віку мешканця становила 51,5 року. На 100 осіб жіночої статі у селищі припадало 114,6 чоловіків;  на 100 жінок у віці від 18 років та старших — 125,6 чоловіків також старших 18 років.
За межею бідності перебувало 39,7 % осіб, у тому числі 37,5 % дітей у віці до 18 років та 16,7 % осіб у віці 65 років та старших.
Цивільне працевлаштоване населення становило 55 осіб. Основні галузі зайнятості: освіта, охорона здоров'я та соціальна допомога — 43,6 %, науковці, спеціалісти, менеджери — 18,2 %, сільське господарство, лісництво, риболовля — 10,9 %, роздрібна торгівля — 5,5 %.